# Paolo Bampo
Paolo Bampo (Belluno, 23 aprile 1955) è un politico italiano.

## Biografia
Entrato nella Liga Veneta nel 1986, ne divenne segretario provinciale nel 1989, dopo la disfatta del partito alle elezioni europee, ricoprendo tale ruolo sino al 1994.
Nel 1990 venne eletto in consiglio comunale a Ponte nelle Alpi e nel consiglio dell'amministrazione provinciale di Belluno. Fu uno dei fautori della fusione dei movimenti locali che diedero vita alla Lega Nord nel 1991 a Pieve Emanuele.
Fu consigliere federale eletto della Lega Nord sino alle dimissioni giunte per contrasti di vedute. Scelto direttamente da Umberto Bossi, fu uno dei 12 padri fondatori insieme all'altro veneto Stefani.
Venne eletto alla Camera dei deputati per tre volte (XI, XII e XIII legislatura), andando a coprire anche l'incarico di Presidente della IV commissione (difesa).
Dopo essere stato rappresentante italiano presso l'associazione europea Young Political Leaders, ha collaborato con la NATO, per il cui comitato scientifico ha rivestito il ruolo di commissario per l'Ucraina, insieme al rappresentante inglese, il laburista sir Peter Emery.
Fu rieletto più volte in consiglio comunale di Belluno ed in quello provinciale, sia per la Lega Nord, che per il PAB (Partito Autonomista Bellunese), movimento a cui diede vita nel 2003 con i colleghi Manfroi e Devetag, dopo essere stato espulso dalla Lega Nord nel 1999, per aver ribadito in varie sedi tesi di dissenso verso il leader Bossi, presentate al congresso del partito a Brescia il 25 ottobre 1998.
Durante i lavori dell'aula di Montecitorio denunciò il tentativo di corruzione subita da parte di un gruppo politico che gli chiedeva il traghettamento tra le proprie file in cambio di denaro.
Terminato il ciclo parlamentare si è dedicato ad attività di relazioni istituzionali internazionali ed in particolar modo in Ucraina, a seguito della vasta esperienza accumulata.